# Arum idaeum
Arum idaeum är en kallaväxtart som beskrevs av Coustur. och Michel Gandoger. Arum idaeum ingår i Munkhättesläktet och i familjen kallaväxter.
Artens utbredningsområde är Kriti. Inga underarter finns listade.